# Christian Winter (Theologe)
Christian Winter (* 3. Januar 1965 in Borna) ist ein deutscher evangelischer  Theologe und Historiker und seit 2013 Generalsekretär der Sächsischen Akademie der Wissenschaften.

## Leben
Christian Winter studierte von 1985 bis 1990 evangelische Theologie an der Universität Leipzig und wurde 1994 zum Dr. theol. promoviert. Von 1992 bis 2012 war er Arbeitsstellenleiter eines frühneuzeitlichen Editionsvorhabens an der Sächsischen Akademie der Wissenschaften zu Leipzig zum Thema Quellen und Forschungen zur Sächsischen Geschichte.
Seit Januar 2013 ist er Generalsekretär der Sächsischen Akademie der Wissenschaften.

## Schriften (Auswahl)
- Gewalt gegen Geschichte. Der Weg zur Sprengung der Universitätskirche Leipzig, Leipzig: Evangelische Verlagsanstalt 1998; ISBN 978-3374016921
- Sachsen als europäische Großmacht? Moritz von Sachsen als Führer der Opposition gegen Kaiser Karl V., in: Denkströme. Journal der Sächsischen Akademie der Wissenschaften, Heft 4 (2010), S. 105–120 (PDF)
- Interdisziplinäre Dialoge in der Tradition Gottfried Wilhelm Leibniz’, 2016